# Diskografie Kyga
Toto je seznam vydané diskografie norského diskžokeje Kyga.

## Alba

### Studiová alba
| Cloud Nine                                                                              | - Vydáno: 13. května 2016 - Vydavatelství: Sony    | 1 | 13 | 9   | 5  | 6  | 4  | 2  | 1  | 3  | 11 | - IFPI NOR: 9× Platinum - BPI: Gold - GLF: Platinum - NVPI: 2× Platinum - RIAA: Gold |
| Kids in Love                                                                            | - Vydáno: 3. listopadu 2017 - Vydavatelství: Sony  | 3 | 42 | 68  | 14 | 91 | 22 | 3  | 34 | 35 | 73 | - BPI: Gold - IFPI SWI: Platinum - NVPI: Platinum                                    |
| Golden Hour                                                                             | - Vydáno: 29. května 2020 - Vydavatelství: Sony    | 1 | 9  | 29  | 7  | 42 | 8  | 5  | 4  | 6  | 18 | - BPI: Silver - RIAA: Gold                                                           |
| Thrill of the Chase                                                                     | - Vydáno: 11. listopadu 2022 - Vydavatelství: Sony | 4 | —  | —   | —  | —  | —  | 27 | 32 | —  | —  |                                                                                      |
| Kygo                                                                                    | - Vydáno: 21. června 2024 - Vydavatelství: Sony    | 1 | —  | 105 | 33 | 86 | 49 | 20 | 7  | 62 | 97 |                                                                                      |
| "—" značí, že se nahrávka neumístila v hitparádách nebo v tomto území ani nebyla vydána |                                                    |   |    |     |    |    |    |    |    |    |    |                                                                                      |

## Extended play
| Název      | Detaily                                              | Umístění v hitparádách | Umístění v hitparádách | Umístění v hitparádách | Certifikace                 |
| Název      | Detaily                                              | AUS                    | SWE                    | US                     | Certifikace                 |
| ---------- | ---------------------------------------------------- | ---------------------- | ---------------------- | ---------------------- | --------------------------- |
| Stargazing | - Vydáno: 22. září 2017 - Vydavatelství: Sony, Ultra | 40                     | 12                     | 137                    | - ARIA: Platinum - MC: Gold |

## Singly

### Jako hlavní umělec
| Název                                                                                   | Rok  | Umístění v hitparádách | Umístění v hitparádách | Umístění v hitparádách | Umístění v hitparádách | Umístění v hitparádách | Umístění v hitparádách | Umístění v hitparádách | Umístění v hitparádách | Umístění v hitparádách | Umístění v hitparádách | Certifikace | Album                          |
| Název                                                                                   | Rok  | NOR                    | AUS                    | AUT                    | BEL (FL)               | CAN                    | GER                    | SWE                    | SWI                    | UK                     | US                     | Certifikace | Album                          |
| --------------------------------------------------------------------------------------- | ---- | ---------------------- | ---------------------- | ---------------------- | ---------------------- | ---------------------- | ---------------------- | ---------------------- | ---------------------- | ---------------------- | ---------------------- | --- | ------------------------------ |
| "Epsilon"                                                                               | 2013 | —                      | —                      | —                      | —                      | —                      | —                      | —                      | —                      | —                      | —                      | | Singl bez alb                  |
| "Firestone" (feat. Conrad Sewell)                                                       | 2014 | 1                      | 10                     | 5                      | 4                      | 64                     | 3                      | 2                      | 4                      | 8                      | 92                     | - IFPI NOR: 5× Platinum - ARIA: 4× Platinum - BEA: Platinum - BPI: 3× Platinum - BVMI: 2× Platinum - GLF: 5× Platinum - IFPI AUT: Gold - IFPI SWI: 3× Platinum - MC: 2× Platinum - RIAA: Platinum           | Cloud Nine                     |
| "ID"                                                                                    | 2015 | 31                     | —                      | —                      | —                      | —                      | —                      | 83                     | 76                     | —                      | —                      | | Singl bez alb                  |
| "Stole the Show" (feat. Parson James)                                                   | 2015 | 1                      | 53                     | 5                      | 7                      | 78                     | 2                      | 3                      | 1                      | 24                     | —                      | - IFPI NOR: 6× Platinum - ARIA: Platinum - BEA: Platinum - BPI: Platinum - BVMI: Platinum - GLF: 5× Platinum - IFPI AUT: Gold - IFPI SWI: 3× Platinum - MC: 2× Platinum - RIAA: Platinum                    | Cloud Nine                     |
| "Nothing Left" (feat. Will Heard)                                                       | 2015 | 1                      | 69                     | 58                     | 57                     | —                      | 57                     | 14                     | 26                     | 79                     | —                      | - IFPI NOR: 2× Platinum | Cloud Nine                     |
| "Here for You" (feat. Ella Henderson)                                                   | 2015 | 9                      | 99                     | 58                     | 50                     | —                      | 47                     | 16                     | 17                     | 18                     | —                      | - IFPI NOR: Gold - ARIA: Gold - BPI: Silver | Singl bez alb                  |
| "Stay" (feat. Maty Noyes)                                                               | 2015 | 2                      | 67                     | 30                     | 2                      | 59                     | 38                     | 3                      | 11                     | 20                     | —                      | - ARIA: Platinum - BEA: Platinum - BPI: Platinum - BVMI: Gold - GLF: 4× Platinum - IFPI SWI: Platinum - MC: 2× Platinum - RIAA: Gold                                                                        | Cloud Nine                     |
| "Coming Over" (s Dillon Francis feat. James Hersey)                                     | 2016 | —                      | —                      | —                      | —                      | —                      | —                      | 93                     | —                      | —                      | —                      | | This Mixtape Is Fire           |
| "Raging" (feat. Kodaline)                                                               | 2016 | 2                      | —                      | 47                     | 52                     | —                      | 69                     | 6                      | 24                     | 42                     | —                      | - BPI: Silver - MC: Gold | Cloud Nine                     |
| "Carry Me" (feat. Julia Michaels)                                                       | 2016 | 39                     | 77                     | —                      | —                      | —                      | —                      | —                      | —                      | 133                    | —                      | - MC: Gold | Cloud Nine                     |
| "It Ain't Me" (se Selena Gomez)                                                         | 2017 | 1                      | 4                      | 2                      | 4                      | 2                      | 2                      | 2                      | 3                      | 7                      | 10                     | - IFPI NOR: 7× Platinum - ARIA: 5× Platinum - BEA: 2× Platinum - BPI: 2× Platinum - BVMI: 2× Platinum - GLF: 7× Platinum - IFPI AUT: Platinum - IFPI SWI: 3× Platinum - MC: 9× Platinum - RIAA: 3× Platinum | Stargazing                     |
| "First Time" (s Ellie Goulding)                                                         | 2017 | 3                      | 29                     | 23                     | 51                     | 26                     | 28                     | 6                      | 14                     | 34                     | 67                     | - ARIA: Platinum - BPI: Gold - BVMI: Gold - GLF: 3× Platinum - IFPI AUT: Gold - IFPI SWI: Platinum - MC: 2× Platinum - RIAA: Gold                                                                           | Stargazing                     |
| "Stargazing" (feat. Justin Jesso)                                                       | 2017 | 2                      | —                      | 18                     | 32                     | 53                     | 14                     | 8                      | 9                      | 44                     | —                      | - ARIA: Platinum - BEA: Gold - BPI: Silver - BVMI: Platinum - GLF: 2× Platinum - IFPI AUT: Platinum - IFPI SWI: 2× Platinum - MC: 2× Platinum - RIAA: Gold                                                  | Stargazing                     |
| "Kids in Love" (feat. the Night Game)                                                   | 2017 | 8                      | 94                     | 52                     | 60                     | 73                     | 90                     | 19                     | 33                     | 99                     | —                      | - GLF: Platinum | Kids in Love                   |
| "Stranger Things" (feat. OneRepublic)                                                   | 2018 | —                      | —                      | —                      | —                      | —                      | —                      | 56                     | 48                     | —                      | —                      | - MC: Platinum | Kids in Love                   |
| "Remind Me to Forget" (feat. Miguel)                                                    | 2018 | 2                      | 14                     | 4                      | 8                      | 35                     | 14                     | 3                      | 2                      | 69                     | 63                     | - ARIA: 2× Platinum - BEA: Gold - BPI: Silver - BVMI: Gold - GLF: 4× Platinum - IFPI AUT: Gold - IFPI SWI: Platinum - MC: 4× Platinum                                                                       | Kids in Love                   |
| "Born to Be Yours" (s Imagine Dragons)                                                  | 2018 | 4                      | 18                     | 12                     | 41                     | 31                     | 22                     | 4                      | 5                      | 54                     | 74                     | - ARIA: 2× Platinum - BPI: Silver - IFPI AUT: Gold - IFPI SWI: Platinum - MC: 3× Platinum | Origins                        |
| "Happy Now" (feat. Sandro Cavazza)                                                      | 2018 | 6                      | 50                     | 53                     | 26                     | —                      | 53                     | 3                      | 20                     | —                      | —                      | - ARIA: Gold - BEA: Gold - BPI: Silver - BVMI: Gold - GLF: 3× Platinum - IFPI SWI: Gold | Singl bez alb                  |
| "Think About You" (feat. Valerie Broussard)                                             | 2019 | 5                      | —                      | 61                     | 53                     | 74                     | 67                     | 12                     | 32                     | 82                     | —                      | - MC: Platinum | Golden Hour (Japanese Edition) |
| "Carry On" (s Rita Ora)                                                                 | 2019 | 8                      | 43                     | 47                     | 40                     | 61                     | 46                     | 14                     | 28                     | 26                     | —                      | - ARIA: Gold - BPI: Silver - IFPI SWI: Gold - MC: Gold | Golden Hour (Japanese Edition) |
| "Not OK" (s Chelsea Cutler)                                                             | 2019 | 7                      | 99                     | —                      | —                      | —                      | —                      | 27                     | 47                     | —                      | —                      | | Golden Hour (Japanese Edition) |
| "Kem kan eg ringe" (feat. Store P a Lars Vaular)                                        | 2019 | 3                      | —                      | —                      | —                      | —                      | —                      | —                      | —                      | —                      | —                      | | Singl bez alb                  |
| "Higher Love" (s Whitney Houston)                                                       | 2019 | 2                      | 20                     | 20                     | 4                      | 22                     | 22                     | 9                      | 10                     | 2                      | 63                     | - ARIA: 3× Platinum - BEA: Platinum - BPI: 3× Platinum - BVMI: Platinum - IFPI AUT: Platinum - IFPI SWI: Platinum - MC: 2× Platinum - RIAA: 2× Platinum                                                     | Golden Hour                    |
| "Family" (s the Chainsmokers)                                                           | 2019 | 31                     | —                      | —                      | 52                     | —                      | —                      | 60                     | 51                     | —                      | —                      | | World War Joy                  |
| "Forever Yours (Tribute)" (s Avicii a Sandro Cavazza)                                   | 2020 | 5                      | 96                     | —                      | 58                     | —                      | 65                     | 4                      | 25                     | —                      | —                      | | Singl bez alb                  |
| "Like It Is" (se Zara Larsson a Tyga)                                                   | 2020 | 3                      | 78                     | 37                     | 47                     | —                      | 41                     | 4                      | 9                      | 49                     | —                      | - IFPI NOR: Platinum - BPI: Silver - MC: Platinum | Golden Hour                    |
| "I'll Wait" (se Sasha Sloan)                                                            | 2020 | 9                      | —                      | 71                     | —                      | —                      | 89                     | 28                     | 21                     | —                      | —                      | - MC: Platinum | Golden Hour                    |
| "Freedom" (feat. Zak Abel)                                                              | 2020 | 11                     | —                      | 51                     | —                      | 83                     | 90                     | 23                     | 25                     | 77                     | —                      | - IFPI AUT: Gold | Golden Hour                    |
| "Lose Somebody" (s OneRepublic)                                                         | 2020 | 5                      | 31                     | 28                     | 40                     | 45                     | 45                     | 12                     | 20                     | 46                     | 88                     | - ARIA: Platinum - BPI: Silver - IFPI AUT: Platinum - IFPI SWI: Gold - MC: 2× Platinum - RIAA: Platinum | Golden Hour                    |
| "The Truth" (s Valerie Broussard)                                                       | 2020 | 28                     | —                      | —                      | —                      | —                      | —                      | 61                     | 63                     | —                      | —                      | | Golden Hour                    |
| "Broken Glass" (s Kim Petras)                                                           | 2020 | 15                     | —                      | —                      | —                      | 95                     | —                      | 34                     | 78                     | —                      | —                      | | Golden Hour                    |
| "What's Love Got to Do with It" (s Tina Turner)                                         | 2020 | 4                      | 95                     | 23                     | 42                     | 52                     | 26                     | —                      | 6                      | 31                     | —                      | - BPI: Silver - BVMI: Gold - IFPI AUT: Platinum - IFPI SWI: Gold - MC: Gold | Singly bez alb                 |
| "Hot Stuff" (s Donna Summer)                                                            | 2020 | 23                     | —                      | —                      | —                      | —                      | 74                     | —                      | 27                     | —                      | —                      | | Singly bez alb                 |
| "Gone Are the Days" (s James Gillespie)                                                 | 2021 | 7                      | —                      | —                      | 85                     | —                      | —                      | 21                     | 62                     | —                      | —                      | - GLF: Gold | Thrill of the Chase            |
| "Love Me Now" (feat. Zoe Wees)                                                          | 2021 | 5                      | —                      | 62                     | —                      | 73                     | 69                     | 17                     | 28                     | —                      | —                      | - GLF: Platinum - IFPI AUT: Gold | Thrill of the Chase            |
| "Undeniable" (feat. X Ambassadors)                                                      | 2021 | 8                      | —                      | —                      | —                      | —                      | —                      | 41                     | 55                     | —                      | —                      | | Thrill of the Chase            |
| "Dancing Feet" (feat. DNCE)                                                             | 2022 | 8                      | —                      | —                      | 35                     | 68                     | —                      | 33                     | 60                     | —                      | —                      | - GLF: Gold - IFPI AUT: Gold | Thrill of the Chase            |
| "Freeze"                                                                                | 2022 | 37                     | —                      | —                      | —                      | —                      | —                      | —                      | —                      | —                      | —                      | | Thrill of the Chase            |
| "Never Really Loved Me" (s Dean Lewis)                                                  | 2022 | 14                     | —                      | —                      | —                      | —                      | —                      | 16                     | 100                    | —                      | —                      | - GLF: Gold | Thrill of the Chase            |
| "Lost Without You" (s Dean Lewis)                                                       | 2022 | —                      | —                      | —                      | 40                     | —                      | —                      | 66                     | —                      | —                      | —                      | | Thrill of the Chase            |
| "Woke Up in Love" (s Gryffin a Calum Scott)                                             | 2022 | 26                     | —                      | —                      | 38                     | 87                     | —                      | 27                     | 42                     | —                      | —                      | - GLF: Gold | Thrill of the Chase a Alive    |
| "Say Say Say" (s Paul McCartney a Michael Jackson)                                      | 2023 | 16                     | —                      | —                      | —                      | —                      | —                      | 41                     | —                      | —                      | —                      | | Singl bez alb                  |
| "Whatever" (s Ava Max)                                                                  | 2024 | 1                      | —                      | 20                     | 20                     | 54                     | 15                     | 9                      | 15                     | 15                     | —                      | - BEA: Platinum - BPI: Gold - IFPI SWI: Platinum - MC: Gold | Kygo                           |
| "For Life" (se Zak Abel a Nile Rodgers)                                                 | 2024 | 24                     | —                      | —                      | 22                     | —                      | —                      | 27                     | 75                     | 75                     | —                      | | Kygo                           |
| "Without You" (s Hayla)                                                                 | 2024 | —                      | —                      | —                      | —                      | —                      | —                      | —                      | —                      | —                      | —                      | | Kygo                           |
| "Me Before You" (s Plested)                                                             | 2024 | 39                     | —                      | —                      | —                      | —                      | —                      | 67                     | —                      | —                      | —                      | | Kygo                           |
| "Stars Will Align" (s Imagine Dragons)                                                  | 2024 | 24                     | —                      | —                      | 46                     | —                      | —                      | 58                     | 51                     | 69                     | —                      | | bude oznámeno                  |
| "Hold On Me" (se Sandro Cavazza)                                                        | 2024 | —                      | —                      | —                      | —                      | —                      | —                      | —                      | —                      | —                      | —                      | | bude oznámeno                  |
| "—" značí, že se nahrávka neumístila v hitparádách nebo v tomto území ani nebyla vydána |      |                        |                        |                        |                        |                        |                        |                        |                        |                        |                        | |                                |

### Promo singly
| "Fragile" (s Labrinth)                                                                  | 2016 | 1  | 74 | 69 | 87 | 78 | 55 | 50 | 109 | —  | Cloud Nine   |
| "I'm in Love" (feat. James Vincent McMorrow)                                            | 2016 | 9  | —  | 38 | —  | —  | 65 | 39 | 99  | —  | Cloud Nine   |
| "Never Let You Go" (feat. John Newman)                                                  | 2017 | 39 | —  | —  | —  | —  | 81 | 64 | —   | 19 | Kids in Love |
| "Sunrise" (feat. Jason Walker)                                                          | 2017 | 37 | —  | —  | —  | —  | —  | —  | —   | 33 | Kids in Love |
| "Riding Shotgun" (s Oliver Nelson feat. Bonnie McKee)                                   | 2017 | —  | —  | —  | —  | —  | —  | —  | —   | 27 | Kids in Love |
| "With You" (feat. Wrabel)                                                               | 2017 | —  | —  | —  | —  | —  | —  | —  | —   | 47 | Kids in Love |
| "Permanent" (feat. JHart)                                                               | 2017 | —  | —  | —  | —  | —  | —  | —  | —   | 49 | Kids in Love |
| "I See You" (feat. Billy Raffoul)                                                       | 2017 | —  | —  | —  | —  | —  | —  | —  | —   | 44 | Kids in Love |
| "—" značí, že se nahrávka neumístila v hitparádách nebo v tomto území ani nebyla vydána |      |    |    |    |    |    |    |    |     |    |              |

## Další umístěné písně
| "Fiction" (feat. Tom Odell)                                                             | 2016 | —  | 62 | —  | 27 | Cloud Nine              |
| "Happy Birthday" (feat. John Legend)                                                    | 2016 | —  | 94 | —  | 23 | Cloud Nine              |
| "Oasis" (feat. Foxes)                                                                   | 2016 | 29 | —  | —  | 19 | Cloud Nine              |
| "Not Alone" (feat. Rhodes)                                                              | 2016 | —  | —  | —  | 31 | Cloud Nine              |
| "Serious" (feat. Matt Corby)                                                            | 2016 | —  | —  | —  | 32 | Cloud Nine              |
| "For What It's Worth" (feat. Angus & Julia Stone)                                       | 2016 | —  | —  | —  | —  | Cloud Nine              |
| "Cruise" (feat. Andrew Jackson)                                                         | 2017 | 25 | —  | —  | 22 | Padesát odstinů temnoty |
| "This Town" (feat. Sasha Sloan)                                                         | 2017 | 9  | —  | 99 | —  | Stargazing              |
| "Someday" (se Zac Brown)                                                                | 2020 | —  | —  | —  | 25 | Golden Hour             |
| "Feels Like Forever" (s Jamie N Commons)                                                | 2020 | —  | —  | —  | 27 | Golden Hour             |
| "Beautiful" (se Sandro Cavazza)                                                         | 2020 | —  | —  | —  | 29 | Golden Hour             |
| "Could You Love Me" (s Dreamlab)                                                        | 2020 | —  | —  | —  | 30 | Golden Hour             |
| "To Die For" (se St. Lundi)                                                             | 2020 | —  | —  | —  | 31 | Golden Hour             |
| "How Would I Know" (s Oh Wonder)                                                        | 2020 | —  | —  | —  | 33 | Golden Hour             |
| "Don't Give Up on Love" (se Sam Tinnesz)                                                | 2020 | —  | —  | —  | 35 | Golden Hour             |
| "Say You Will" (s Patrick Droney a Petey)                                               | 2020 | —  | —  | —  | 36 | Golden Hour             |
| "Follow" (s Joe Janiak)                                                                 | 2020 | —  | —  | —  | 38 | Golden Hour             |
| "Hurting" (s Rhys Lewis)                                                                | 2020 | —  | —  | —  | 39 | Golden Hour             |
| "Lonely Together" (feat. Dagny)                                                         | 2022 | —  | —  | —  | 50 | Thrill of the Chase     |
| "The Way We Were" (feat. Plested)                                                       | 2022 | 24 | —  | —  | 18 | Thrill of the Chase     |
| "Healing (Shattered Heart)" (s Jonas Brothers)                                          | 2024 | —  | —  | —  | 16 | Kygo                    |
| "—" značí, že se nahrávka neumístila v hitparádách nebo v tomto území ani nebyla vydána |      |    |    |    |    |                         |

## Remixy

### Vydané hudební vydavatelství
| Název                                                                                   | Původní umělec                  | Rok  | Umístění v hitparádách | Umístění v hitparádách | Umístění v hitparádách | Umístění v hitparádách | Umístění v hitparádách | Umístění v hitparádách | Umístění v hitparádách | Umístění v hitparádách | Umístění v hitparádách | Umístění v hitparádách | Album                                |
| Název                                                                                   | Původní umělec                  | Rok  | NOR                    | AUS                    | AUT                    | BEL (FL)               | FIN                    | GER                    | NLD                    | SWE                    | SWI                    | UK                     | Album                                |
| --------------------------------------------------------------------------------------- | ------------------------------- | ---- | ---------------------- | ---------------------- | ---------------------- | ---------------------- | ---------------------- | ---------------------- | ---------------------- | ---------------------- | ---------------------- | ---------------------- | ------------------------------------ |
| "Dancer" (Kygo Remix)                                                                   | Didrik Thulin                   | 2013 | —                      | —                      | —                      | —                      | —                      | —                      | —                      | —                      | —                      | —                      | Singl bez alb                        |
| "Younger" (Kygo Remix)                                                                  | Seinabo Sey                     | 2014 | 1                      | —                      | 54                     | 32                     | —                      | —                      | 25                     | 14                     | —                      | 61                     | Pretend                              |
| "Cut Your Teeth" (Kygo Remix)                                                           | Kyla La Grange                  | 2014 | 39                     | —                      | —                      | —                      | —                      | —                      | 21                     | 50                     | —                      | —                      | Singly bez alb                       |
| "Miami 82" (Kygo Remix)                                                                 | Syn Cole (feat. Madame Buttons) | 2014 | —                      | —                      | —                      | —                      | —                      | —                      | —                      | —                      | —                      | —                      | Singly bez alb                       |
| "Shine" (Kygo Remix)                                                                    | Benjamin Francis Leftwich       | 2014 | —                      | —                      | —                      | —                      | —                      | —                      | —                      | —                      | —                      | —                      | Singly bez alb                       |
| "Often" (Kygo Remix)                                                                    | The Weeknd                      | 2014 | 12                     | —                      | —                      | —                      | —                      | —                      | —                      | —                      | —                      | —                      | Singly bez alb                       |
| "Midnight" (Kygo Remix)                                                                 | Coldplay                        | 2014 | —                      | —                      | —                      | —                      | —                      | —                      | —                      | —                      | —                      | —                      | Singly bez alb                       |
| "Sexual Healing" (Kygo Remix)                                                           | Marvin Gaye                     | 2015 | 23                     | —                      | —                      | 67                     | —                      | —                      | 75                     | 57                     | —                      | —                      | Singly bez alb                       |
| "Take On Me" (Kygo Remix)                                                               | A-ha                            | 2015 | —                      | —                      | —                      | —                      | —                      | —                      | —                      | —                      | —                      | —                      | Time and Again: The Ultimate a-ha    |
| "Starboy" (Kygo Remix)                                                                  | The Weeknd (feat. Daft Punk)    | 2016 | —                      | —                      | —                      | —                      | —                      | —                      | —                      | —                      | —                      | —                      | Starboy (Target Exclusive)           |
| "Tired" (Kygo Remix)                                                                    | Alan Walker                     | 2017 | —                      | —                      | —                      | —                      | —                      | —                      | —                      | —                      | —                      | —                      | Singly bez alb                       |
| "Electric Feel" (Kygo Remix)                                                            | Henry Green                     | 2017 | —                      | —                      | —                      | —                      | —                      | —                      | —                      | —                      | —                      | —                      | Singly bez alb                       |
| "You're the Best Thing About Me" (U2 vs. Kygo)                                          | U2                              | 2017 | —                      | —                      | —                      | —                      | —                      | —                      | —                      | —                      | —                      | —                      | Songs of Experience (Deluxe Edition) |
| "Let Somebody Go" (Kygo Remix)                                                          | Coldplay (se Selena Gomez)      | 2022 | —                      | —                      | —                      | —                      | —                      | —                      | —                      | —                      | —                      | —                      | Singl bez alb                        |
| "—" značí, že se nahrávka neumístila v hitparádách nebo v tomto území ani nebyla vydána |                                 |      |                        |                        |                        |                        |                        |                        |                        |                        |                        |                        |                                      |

### Vydané remixy
| Název                                                                 | Původní umělec                                  | Rok  | Platforma          |
| --------------------------------------------------------------------- | ----------------------------------------------- | ---- | ------------------ |
| "Time" (Kygo Remix)                                                   | Chase & Status (feat. Delilah)                  | 2011 | YouTube            |
| "I Don't Like You" (Kygo Remix)                                       | Eva Simons                                      | 2012 | YouTube            |
| "Born to Die" (Kygo Remix)                                            | Lana Del Rey                                    | 2012 | YouTube            |
| "Good Time" (Kygo Remix)                                              | Owl City a Carly Rae Jepsen                     | 2012 | YouTube            |
| "Stay" (Kygo Edit)                                                    | Rihanna (feat. Mikky Ekko)                      | 2013 | YouTube            |
| "The Wilhelm Scream" (Kygo Remix)                                     | James Blake                                     | 2013 | SoundCloud         |
| "Limit to Your Love" (Kygo Remix)                                     | James Blake                                     | 2013 | SoundCloud         |
| "Let Her Go" (Kygo Remix)                                             | Passenger                                       | 2013 | YouTube            |
| "Caravan" (Kygo Remix)                                                | Passenger                                       | 2013 | SoundCloud YouTube |
| "Brother" (Kygo Edit)                                                 | Matt Corby                                      | 2013 | SoundCloud         |
| "Resolution" (Kygo Edit)                                              | Matt Corby                                      | 2013 | SoundCloud YouTube |
| "Jolene" (Kygo Edit)                                                  | Dolly Parton                                    | 2013 | SoundCloud         |
| "Angels" (Kygo Edit)                                                  | The xx                                          | 2013 | SoundCloud         |
| "No Diggity" versus "Thrift Shop" (Kygo Remix) * Vyrobeno jako mashup | Ed Sheeran, Passenger a Macklemore & Ryan Lewis | 2013 | SoundCloud YouTube |
| "Can't Afford It All" (Kygo Remix)                                    | Jakubi                                          | 2013 | SoundCloud YouTube |
| "Electric Feel" (Kygo Remix)                                          | Henry Green                                     | 2013 | SoundCloud YouTube |
| "High for This" (Kygo Remix)                                          | Ellie Goulding                                  | 2013 | SoundCloud YouTube |
| "Sexual Healing" (Kygo Remix)                                         | Marvin Gaye                                     | 2013 | SoundCloud YouTube |
| "I See Fire" (Kygo Remix)                                             | Ed Sheeran                                      | 2013 | SoundCloud         |
| "Wait" (Kygo Remix)                                                   | M83                                             | 2014 | SoundCloud         |
| "Dirty Paws" (Kygo Remix)                                             | Of Monsters and Men                             | 2014 | SoundCloud         |

## Videoklipy
| Název                                               | Rok  | Režisér                      | Reference |
| --------------------------------------------------- | ---- | ---------------------------- | --------- |
| "Firestone" (feat. Conrad Sewell)                   | 2015 | Jon Jon Augustavo            | [ 69 ]    |
| "Stole the Show" (feat. Parson James)               | 2015 | Saman Kesh                   | [ 70 ]    |
| "Here for You" (feat. Ella Henderson)               | 2015 | Michael Maxxis               | [ 71 ]    |
| "Stay" (feat. Maty Noyes)                           | 2016 | Jason Beattie                | [ 72 ]    |
| "Coming Over" (s Dillon Francis feat. James Hersey) | 2016 | Mister Whitmore              | [ 73 ]    |
| "I'm in Love" (feat. James Vincent McMorrow)        | 2016 | Ariel Elia                   | [ 74 ]    |
| "Raging" (feat. Kodaline)                           | 2016 | Ariel Elia                   | [ 75 ]    |
| "Carry Me" (feat. Julia Michaels)                   | 2016 | —                            | [ 76 ]    |
| "It Ain't Me" (se Selena Gomez)                     | 2017 | Phillip R. Lopez             | [ 77 ]    |
| "First Time" (s Ellie Goulding)                     | 2017 | Mathew Cullen                | [ 78 ]    |
| "Stargazing" (feat. Justin Jesso)                   | 2017 | Phillip R. Lopez             | [ 79 ]    |
| "Stranger Things" (feat. OneRepublic)               | 2018 | Tim Mattia                   | [ 80 ]    |
| "Remind Me to Forget" (s Miguel)                    | 2018 | Colin Tilley                 | [ 81 ]    |
| "Born To Be Yours" (s Imagine Dragons)              | 2018 | Matt Eastin Aaron Hymes      | [ 82 ]    |
| "Happy Now" (feat. Sandro Cavazza)                  | 2018 | Colin Tilley Johannes Lovund | [ 83 ]    |
| "Think About You" (feat. Valerie Broussard)         | 2019 | Sarah Bahbah                 | [ 84 ]    |
| "Not Ok" (s Chelsea Cutler)                         | 2019 | Sarah Bahbah                 | [ 85 ]    |
| "Higher Love" (s Whitney Houston)                   | 2019 | Hannah Lux Davis             | [ 86 ]    |
| "Family" (s The Chainsmokers)                       | 2019 | Jeremiah Davis               | [ 87 ]    |
| "Like It Is" (se Zara Larsson a Tyga)               | 2020 | Connor Brashier              | [ 88 ]    |
| "Freedom" (se Zak Abel)                             | 2020 | Johannes Lovund              | [ 89 ]    |
| "Lose Somebody" (s OneRepublic)                     | 2020 | Christian Lamb               | [ 90 ]    |
| "Broken Glass" (s Kim Petras)                       | 2020 | Griffin Stoddard             | [ 91 ]    |
| "What's Love Got To Do With It" (s Tina Turner)     | 2020 | Sarah Bahbah                 | [ 92 ]    |
| "Hot Stuff" (s Donna Summer)                        | 2020 | Bo Webb                      | [ 93 ]    |
| "Love Me Now" (feat. Zoe Wees)                      | 2021 | Johannes Lovund              | [ 94 ]    |
| "Dancing Feet" (feat. DNCE)                         | 2022 | Johannes Lovund              | [ 95 ]    |
| "Freeze"                                            | 2022 | Rafatoon                     | [ 96 ]    |
| "Lost Without You" (s Dean Lewis)                   | 2022 | Johannes Lovund              | [ 97 ]    |